# Jana Jegorjanová
Jana Karapětovna Jegorjanová (rusky Яна Карапетовна Егорян, * 20. prosince 1993 Jerevan, Arménie) je ruská šermířka, mistryně světa z roku 2015, dvojnásobná mistryně Ruska (2012, 2014), čtyřnásobná mistryně Evropy (2013, 2014, 2015, 2016), dvojnásobná mistryně světa v šavli a držitelka titulu Mistra sportu Ruska mezinárodní třídy.

## Biografie
Jana Jegorjanová se narodila 20. prosince 1993 v Jerevanu. Matka se jmenuje Marina Jegorian a otec Karapet Jegorian. Ve věku 6 let se spolu s rodinou přestěhovala do města Chimki v Moskevské oblasti, kde se začala zabývat šermem pod vedením Sergeje Sjomina. Později s ní také začala pracovat Jelena Žemajeva. Jako svou disciplínu si zvolila šavli.
V letech 2010—2012 zaznamenala pozoruhodný úspěch na juniorské a mládežnické úrovni. Nejvýznamnějším z nich je vítězství zlatých medailí v individuální i týmové soutěži na Letních olympijských hrách mládeže v roce 2010 a vítězství v soutěži jednotlivců na juniorském mistrovství světa v Moskvě (2012).
V roce 2012 vyhrála ruský šampionát v kategorii dospělých a začal se zapojovat do národního týmu Ruska. V roce 2013 se jako jeho součást stala Mistryní Evropy a získala bronzovou medaili na univerziádě v Kazani v týmové soutěži.
Je držitelkou zlaté medaile z Letních olympijských her 2016. Ve finále zvítězila s poměrem 15:14 nad svou reprezentační kolegyní Sofjou Velikou. Jednalo se o první zlato pro Rusko v různých disciplínách šermu žen (tým Sovětského svazu vyhrál v historii pouze jeden zlato, a to v roce 1968 díky úsilí fleretky Jeleny Bělové).
Svou druhou zlatou medaili na LOH 2016 vybojovala v týmové soutěži za ruský tým.